# 선악과
선악과(善惡果, 영어: forbidden fruit)는 창세기에 나오는 열매로 선과 악을 알게 하는 나무 열매이다. 하느님이 아담에게 따먹지 말라고 명령한 유일한 열매이기도 하다. 창세기에는 아담과 하와는 에덴 동산에서 이 과실을 따먹었다고 기록되었다.

## 성경의 기록
16이렇게 이르셨다. "이 동산에 있는 나무 열매는 무엇이든지 마음대로 따먹어라.
17그러나 선과 악을 알게 하는 나무 열매만은 따먹지 마라. 그것을 따먹는 날, 너는 반드시 죽는다."— 공동번역 개정판, 창세기 2장 16-17절

## 정체
창세기에는 금지된 열매가 정확히 무엇인지 설명하고있지 않다. 본문에 사용된 열매라는 단어는 히브리어로 '페리(פֶּ֫רִי)'이다. 이 열매의 모양이 어떠했는지에 대해 여러 후보가 제기되어왔는데, 사과, 포도, 석류, 무화과, 케럽, 시트론, 배, 마르멜루(모과), 버섯이 후보로 제기되어왔다. 위경인 에녹서는 타마린드 나무에 포도를 닮은 열매가 매우 아름답게 열렸으며, 그 향기가 엄청나게 멀리까지 퍼져나갔다고 서술한다. 이슬람교에서는 포도나 밀로 묘사한다.

### 사과
사과는 다양한 종교들에서 신비적이고 금지된 과일로 여겨진다. 일반적인 기독교 전통에서는 하와가 아담을 유혹하여 함께 나누어 먹은 과일이 사과라고 본다. 라틴어에서 사과(라틴어: malus)와 악(라틴어: malum)을 뜻하는 단어가 유사한 까닭에 이러한 해석이 나타나게 되었다. 사람의 목에 있는 후두가 영어로 "Adam's apple"이라고 불리는 것도 아담의 목에 걸려 있는 선악과라는 관념에서 나온 것이다. 중세의 성직자들은 사과의 유혹적인 빛깔, 양면성을 지는 맛(달콤하고 신), 여성을 암시하는 중심의 생김새, 그리고 무엇보다도 사과를 가로로 잘랐을 때 중심의 별의 모양이 바로 선악과나무에서 자랐을 열매임을 나타내는 표식이라고 해석하였다.
또한 지금의 이탈리아와 오스트리아가 접하는 국경을 기준으로 그 남쪽에서는 포도를 숭배한 반면 북쪽에서는 포도가 잘 자라지 못하는 까닭에 사과를 숭배하였다. 그래서 그곳의 성직자들 및 드루이드들은 의식을 거행할 때 포도주 대신에 사과주를 이용한 것으로 본다. 이들은 심지어 천국을 아발론(Avalon) 즉 사과의 섬이라고 부르면서 그곳엔 사과 착즙기 같은 것도 있을 것이라는 믿음도 가지고 있었다. 켈트족은 자신들의 신앙인 드루이드교와 기독교를 합하여 기독교의 한 분파인 켈트 기독교를 만들어냈다. 이들은 4세기 경에 이르면서 로마 가톨릭과 심각하게 대립하는 관계가 되었다. 470년경, 로마 가톨릭은 켈트 기독교의 그 성스러운 과일을 선악과의 전형으로 삼기 시작한 까닭이 여기에도 있다고 본다.
이슬람 종교는 경전 쿠란에서 아담과 하와의 열매에 대해 얘기하는 구절에서 사과라는 명칭은 없고 선악과로만 표시되어 있다.

## 같이 보기
- 그레이프프루트 - 바베이도스에서의 원래 이름이 "선악과"였다.[8]
- 금기
- 선악을 알게 하는 나무
- 생명나무
- 창조주의
- 창세기